# Rafael Pacchiano Alamán
Rafael Pacchiano Alamán (Ciudad de México, 4 de noviembre de 1975) es un político mexicano, miembro del Partido Verde Ecologista de México. Ha sido diputado federal y secretario de Medio Ambiente y Recursos Naturales durante el gobierno de Enrique Peña Nieto entre 2015 y 2018.

## Carrera
Rafael Pacchiano es ingeniero industrial por el Instituto Tecnológico y de Estudios Superiores de Monterrey, cuenta con un diplomado en Administración por la misma institución y un diplomado en cambio climático por el Instituto Tecnológico Autónomo de México. Se desempeñó profesionalmente en empresas como Booz-Allen & Hamilton, Pfizer y BMW.
Fue diputado federal por la vía plurinominal a la LXI Legislatura de 2009 a 2012, donde fue integrante de las comisiones de Medio Ambiente y Recursos Naturales, de Presupuesto y Cuenta Pública, del Distrito Federal y de las especiales de Impulso a la Calidad Educativa y Pluripartidista que se encargó de investigar las denuncias ciudadanas contenidas en el libro Camisas Azules, Manos Negras; además fue secretario de las comisiones de Fortalecimiento al Federalismo y de Puntos Constitucionales.
Además  fue vicepresidente de Globe International Capítulo México (Organización Internacional de Legisladores sobre temas de Cambio Climático) y representante de su partido en el Foro Parlamentario Asia - Pacífico y la Reunión Interparlamentaria México-Brasil. Su suplente en la diputación fue su esposa, Alejandra Lagunes, quien desde 2012 es coordinadora de la Estrategia Digital Nacional.
Al presentar el presidente electo Peña Nieto su equipo de transición, fue nombrado coordinador del Programa de Jóvenes.
El 1 de diciembre de 2012, el presidente Enrique Peña Nieto lo nombró subsecretario de Gestión para la Protección Ambiental de la Secretaría de Medio Ambiente y Recursos Naturales y permaneció en dicho cargo hasta el 27 de agosto de 2015 en que pasa a ocupar la titularidad de la misma secretaría en sustitución de Juan José Guerra Abud.